# Турханваара
Ту́рханва́ара (карел. и фин. Turhanvaara) — посёлок в составе Найстенъярвского сельского поселения Суоярвского района Республики Карелия России.

## Общие сведения
Расположен вблизи северного побережья озера Суоярви.

## Население
| 2002 | 2009 | 2010 | 2013 |
| ---- | ---- | ---- | ---- |
| 42   | ↘28  | ↘27  | ↘23  |

## Галерея

Турханваара
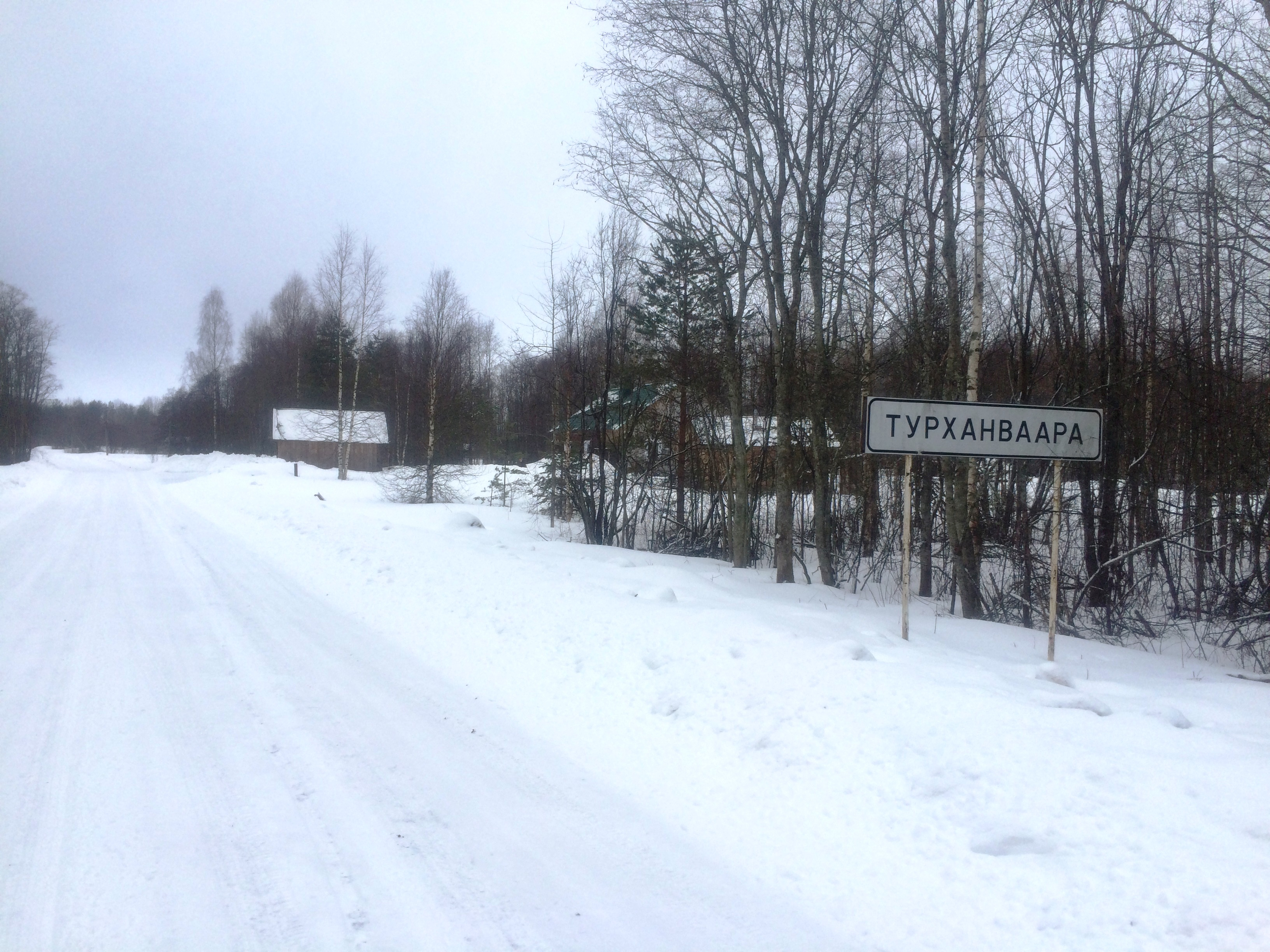
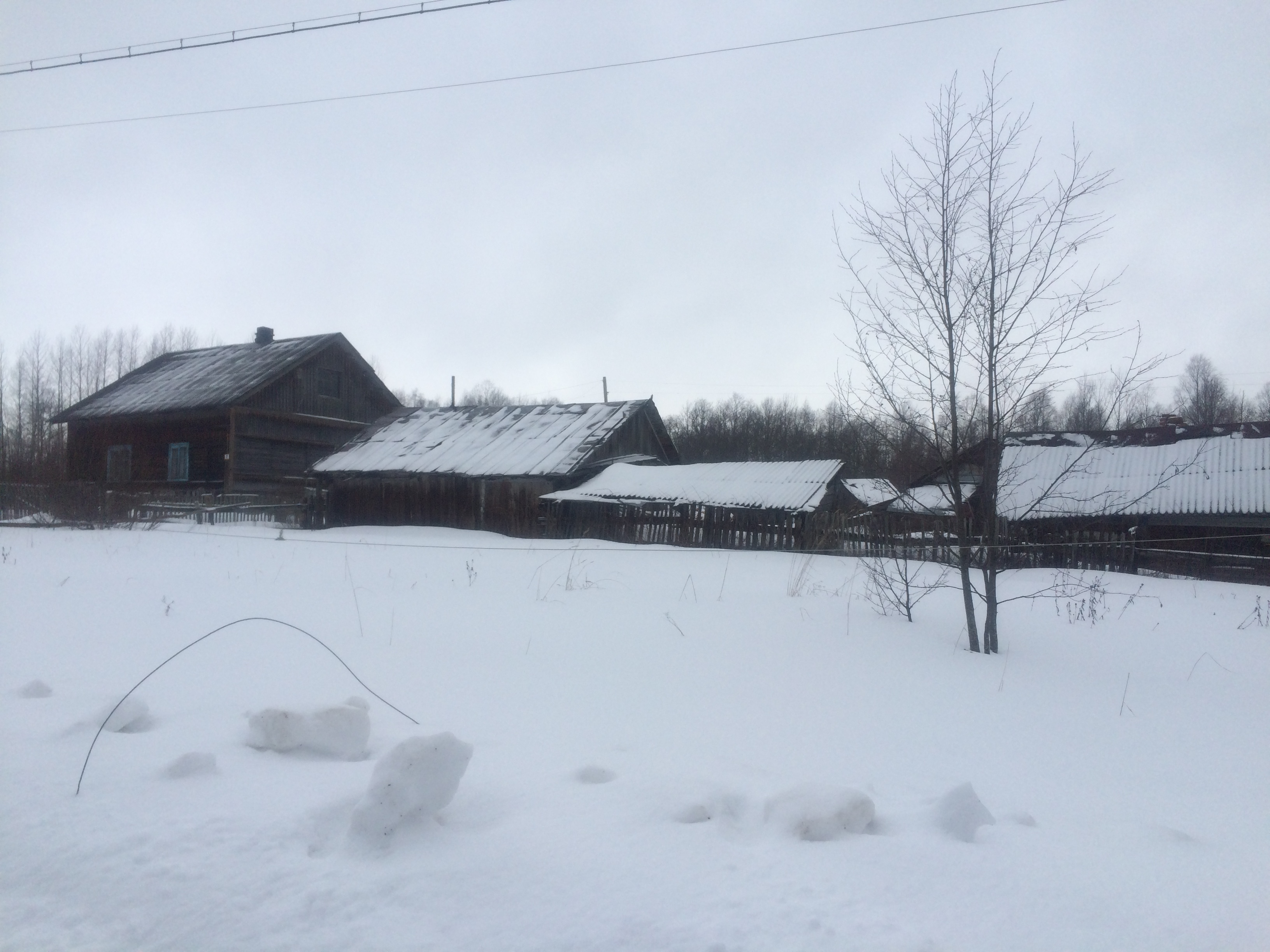
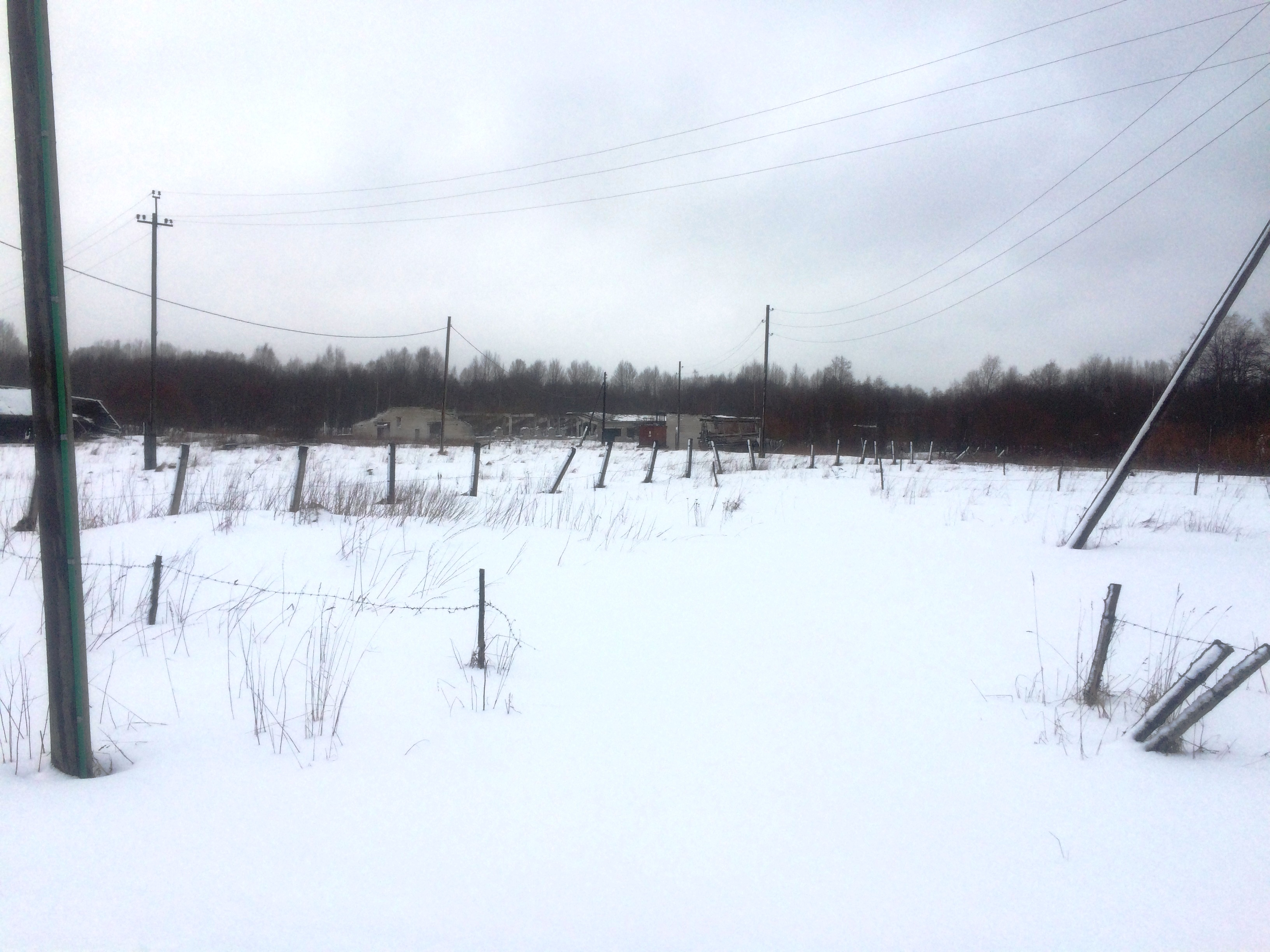